# کاترین والوآ، ملکه انگلستان
کاترین والوا (انگلیسی: Catherine of Valois; ۲۷ اکتبر ۱۴۰۱ – ۳ ژانویهٔ ۱۴۳۷) ملکه همسر فرانسوی‌تبار بریتانیا بود. «کاترین»، ملکه انگلستان از سال ۱۴۲۰ تا سال ۱۴۲۲ میلادی بود. وی دختر «شارل ششم، پادشاه فرانسه» بود که با «هنری پنجم، پادشاه انگلستان» ازدواج کرد و از بطن این ازدواج، هنری ششم ولادت یافت. ازدواج کاترین بخشی از نقشه‌ای بود که می‌توانست رساندن تاج و تخت فرانسه به دستان هنری پنجم را ممکن نموده و به این طریق، پایان‌بخش جنگ صدساله باشد. اگر چه فرزندش، «هِنری ششم» بعدها در پاریس تاجگذاری کرد — با این همه — جنگ همچنان ادامه یافت. پس از مرگ هنری پنجم، کاترین به شکلی غافلگیرکننده با اوون تودور ازدواج کرد که ادموند تودور، نخستین ارل ریچمند و جسپر تودور، نخستین دوک بدفورد حاصل این ازدواج بودند. یکی از نوه‌های حاصل از این ازدواج [از نسل ادموند تودور]، بعدها با عنوان هنری هفتم پادشاه انگلستان گردید. خواهر بزرگ‌تر کاترین — ایزابلا والوا — که در هفت سالگی به همسری «ریچارد دوم، پادشاه انگلستان» درآمده بود بین سال‌های ۱۳۹۶ تا ۱۳۹۹ ملکه انگلستان محسوب می‌شد.